# Vollzugsziel
Das Vollzugsziel definiert den Zweck des Vollzuges einer Freiheitsstrafe. Es ist damit vom Strafzweck zu unterscheiden, bei dem es um den Sinn der Verhängung von Strafen geht.
In Deutschland ist das Vollzugsziel in § 2 Satz 1 des Strafvollzugsgesetzes (StVollzG) festgelegt:
„Im Vollzug der Freiheitsstrafe soll der Gefangene fähig werden, künftig in sozialer Verantwortung ein Leben ohne Straftaten zu führen (Vollzugsziel)“.
Das Vollzugsziel ist damit Maßstab und Ausrichtung für alle Bemühungen im Justizvollzug. Dies bedeutet, dass der Häftling während des Strafvollzugs wieder auf das Leben „draußen“ (d. h. in Freiheit) vorbereitet werden soll und dass er lernen soll, nicht noch einmal kriminell zu werden. Durch die Resozialisierung soll der Häftling befähigt werden, ein friedliches und arbeitsames Leben innerhalb der Gesellschaft zu führen.
Im NJvollzG (Niedersächsisches Justizvollzugsgesetz) erklärt der § 5 die Vollzugsziele: Satz 1 „Im Vollzug der Freiheitsstrafe sollen die Gefangenen fähig werden, künftig in sozialer Verantwortung ein Leben ohne Straftaten zu führen.“ Satz 2 „Zugleich dient der Vollzug der Freiheitsstrafe dem Schutz der Allgemeinheit vor weiteren Straftaten.“
Nach § 4 Abs. 1 Satz 1 StVollzG wirkt der Gefangene an der Gestaltung seiner Behandlung und an der Erreichung des Vollzugsziels mit. § 4 Abs. 1 Satz 2 StVollzG ordnet an, dass die Bereitschaft des Gefangenen hierzu zu wecken und zu fördern ist.